# Cataldo Naro
Cataldo Naro (San Cataldo, 6 gennaio 1951 – Monreale, 29 settembre 2006) è stato un arcivescovo cattolico italiano.
Presbitero della diocesi di Caltanissetta dal 29 giugno 1974, il primo ordinato dal vescovo Alfredo Maria Garsia, fino al 14 dicembre 2002, giorno della sua consacrazione episcopale e del suo ingresso come arcivescovo e abate di Monreale.

## Biografia

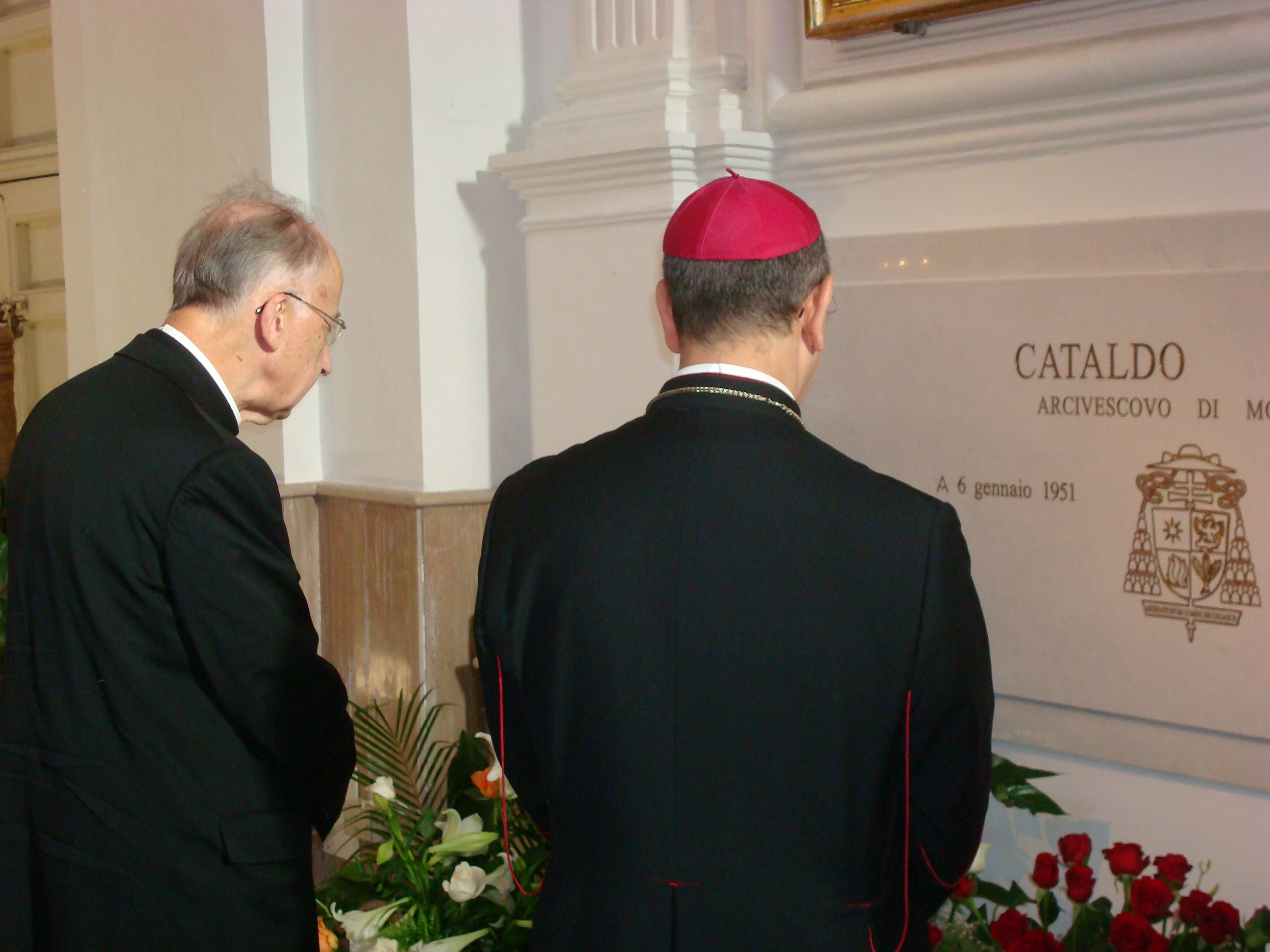
Il cardinale Camillo Ruini (a sinistra) e mons. Mario Russotto (a destra) davanti alla tomba dell'arcivescovo Cataldo Naro, nella chiesa madre di San Cataldo (23 maggio 2008)

Cataldo Naro nacque a San Cataldo il 6 gennaio 1951. Formatosi presso il Seminario della diocesi di Caltanissetta, completò gli studi teologici presso la Facoltà Teologica dell'Italia Meridionale a Napoli (sezione San Luigi a Posillipo) e quelli storici presso l'Università Gregoriana a Roma con una tesi diretta da Giacomo Martina. Fu ordinato presbitero per la diocesi di Caltanissetta dal vescovo Alfredo Maria Garsia il 29 giugno 1974.
A Caltanissetta fu direttore dell'Archivio Storico Diocesano e preside dell'Istituto Teologico «Mons. Guttadauro», presso cui fu pure docente di storia ecclesiastica, mentre – contestualmente – insegnava anche a Palermo nella Facoltà Teologica di Sicilia. Di questa fu preside dal 1996 al 2002. Nel 1983 fu tra i fondatori del Centro Studi Cammarata di San Cataldo, che diresse per vent'anni. Dal 1997 al 2002 fu consulente del Servizio nazionale per il Progetto culturale della Conferenza Episcopale Italiana. Il 14 dicembre 2002 ricevette l'ordinazione episcopale dalle mani del cardinale Salvatore De Giorgi.
Dal 1998 al 2004 fu membro del consiglio d'amministrazione di «Avvenire». Fu pure membro del comitato scientifico delle Settimane Sociali. Negli anni dell'episcopato fondò a Monreale il Centro Studi Intreccialagli e fu, a livello regionale, il delegato della Conferenza Episcopale Siciliana per l'Educazione cattolica, la cultura, la scuola e l'università; inoltre, a livello nazionale, fu presidente della Commissione episcopale per la cultura e le comunicazioni sociali e vicepresidente del Comitato preparatorio del IV Convegno ecclesiale tenutosi a Verona.
Numerose le sue pubblicazioni – libri, saggi, articoli in dizionari storici e in riviste specializzate – sul movimento cattolico, sulla storia della spiritualità e su altri aspetti socio-religiosi della storia della Chiesa siciliana e italiana.
Nel 2005 avviò un progetto pastorale nel territorio della diocesi di Monreale su "Santità e legalità", per un impegno cristiano di resistenza alla mafia,in collaborazione con il consorzio "Sviluppo e legalità", che raggruppa alcuni comuni dell'Alto Belice Corleonese, e con l'Osservatorio per lo sviluppo e la legalità "Giuseppe La Franca". L'Osservatorio gli conferì postumo, nel 2008, il premio "Obiettivo legalità", accompagnato da una lectio magistralis sulla sua figura tenuta dal vescovo di Terni-Narni-Amelia Vincenzo Paglia. Questo impegno a formare le coscienze per una resistenza cristiana alla mafia in Sicilia era stato da lui intrapreso, però, ancor prima di diventare arcivescovo, quando dirigeva il Centro Studi Cammarata e quando era preside della Facoltà Teologica di Sicilia, presso cui aveva già organizzato più di un convegno e giornate di studio e di riflessione teologica su quello che egli chiamava il "martirio per la giustizia", citando le parole proferite nel 1993 dal papa Giovanni Paolo II in riferimento al giudice Rosario Livatino, ucciso dai mafiosi dell'Agrigentino.
Morì improvvisamente a 55 anni per un aneurisma ed è tumulato nella chiesa madre di San Cataldo, suo paese natale, tra le tombe della serva di Dio Marianna Amico Roxas e di Alberto Vassallo di Torregrossa, arcivescovo e nunzio apostolico in Germania nei primi anni trenta del Novecento.

## Pubblicazioni

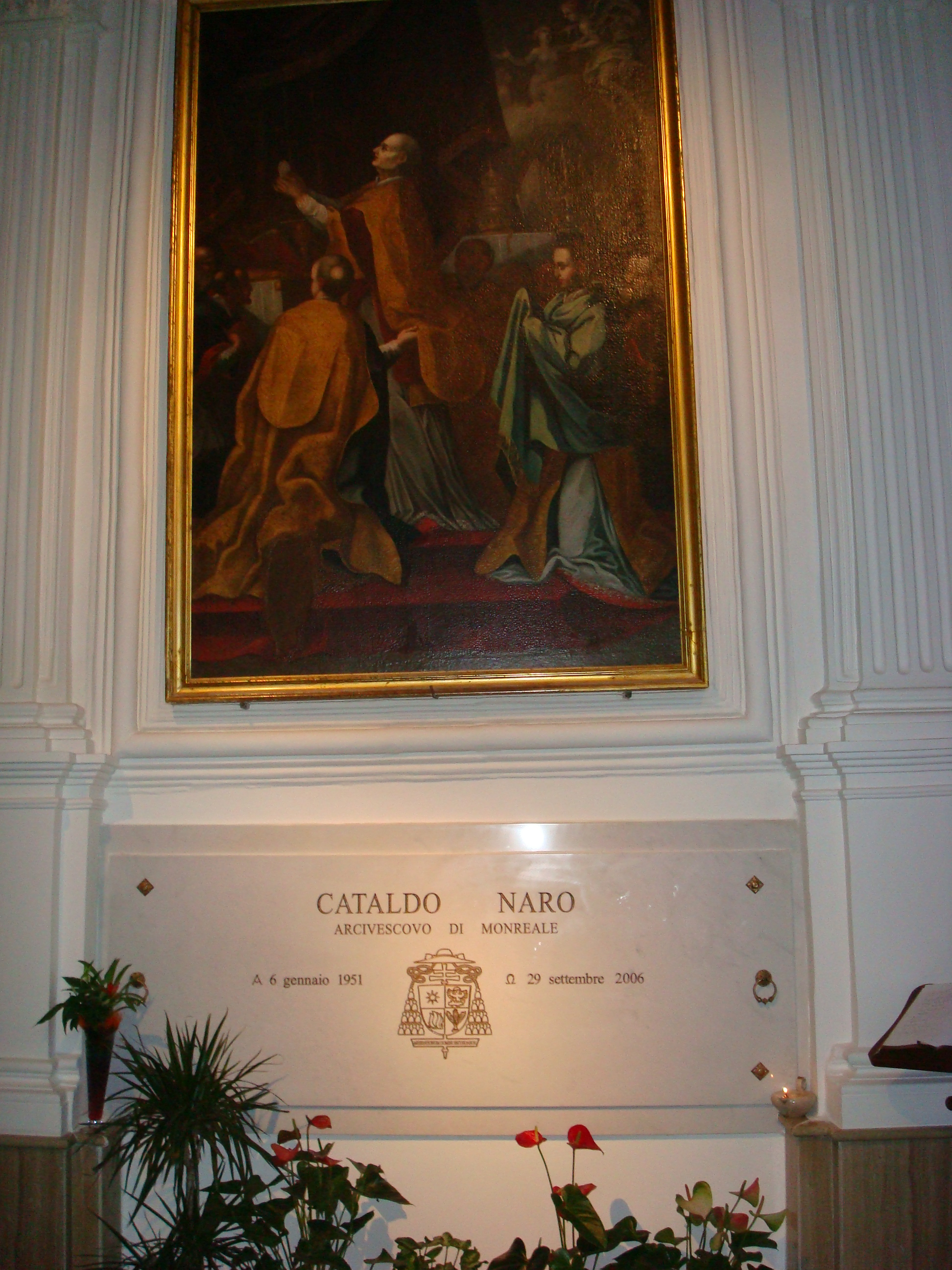
La tomba

Ha pubblicato libri, saggi, articoli in dizionari storici e in riviste specializzate sul movimento cattolico, sulla storia della spiritualità in epoca moderna e contemporanea e su altri aspetti della storia della Chiesa siciliana e italiana, come pure su varie problematiche socio-religiose. Sono usciti postumi quattro suoi volumi, editi dall'editrice nissena Salvatore Sciascia, nella collana Studi del Centro Cammarata diretta da lui stesso e, dopo la sua morte, da Massimo Naro:
- nel 2007: Torniamo a pensare. Riflessioni sul progetto culturale (a cura del Servizio nazionale per il progetto culturale della CEI, con presentazione del cardinale Angelo Bagnasco);
- nel 2007: La speranza è paziente. Interventi e interviste (2003-2006) (a cura di don Massimo Naro, con presentazione del prof. Andrea Riccardi);
- nel 2007: Mai soli. Liturgia della Parola e Presenza del Signore (tracce di omelie per le domeniche e le feste dell'anno liturgico “A” già pubblicate nel 2004-05 su “L'Osservatore Romano”, a cura di don Massimo Naro, con presentazione del vescovo M. Russotto);
- nel 2011: Sul crinale del mondo moderno. Scritti brevi su cristianesimo e politica (a cura di Massimo Naro, prefazione di Agostino Giovagnoli e postfazione di Nicola Antonetti).

Nel 2005 indirizzò alla diocesi la lettera pastorale Amiamo la nostra Chiesa, in cui definì la comunità ecclesiale come «Sacramento visibile dell'unità», affermando che il fedele «non manca di meravigliarsi e di ringraziare se gli è stato dato
di portare, a sua volta, in maniera inaspettata, altri ad un incontro personale con il Signore, cioè a esercitare per altri il compito
di Giovanni Battista». Il documento si conclude con le Litanie alle figure di santi della Chiesa di Monreale.

Dieci altri suoi scritti spirituali si trovano in appendice al volume Sorpreso dal Signore.

### Critica
Su mons. Naro sono usciti i seguenti volumi, atti di convegni vari tenutisi su di lui:
- Aa.Vv., Lo studio, la pietà e il ricordo. Cataldo Naro studioso di storia, a cura di M. Naro, Sciascia Ed., 2008;
- Aa.Vv., Non facciamo come lo struzzo. L'impegno intellettuale di Cataldo Naro tra ricerca storica, analisi sociologica e ripensamento della prassi, a cura di C.C. Canta e S. Rizza, Sciascia Ed. 2009;
- Aa.Vv., Sapienti per sempre. La ricerca storica e la produzione storiografica di Cataldo Naro, a cura di E. Guccione e A. Raspanti, Sciascia Ed. 2009;
- Aa.Vv., Percorsi storiografici in Cataldo Naro, a cura di G. La Placa, prefazione di G. Anzalone, s.ed., Caltanissetta 2011;
- V. Bertolone, Cataldo Naro, un pastore abitato dal Signore. Il Vangelo dispiegato in Sicilia, presentazione di M. Naro, prefazione di A. Raspanti, Paoline 2012

### Opere
Fra le sue pubblicazioni:
1. Il movimento cattolico a Caltanissetta (1893-1919), Ed. del Seminario, Caltanissetta 1977.
2. Vescovi, preti e pietà popolare nella diocesi di Caltanissetta: aspetti storici e questioni attuali, in Aa.Vv., La parrocchia. Lezioni del passato e compiti del presente, Ed. del Seminario, Caltanissetta 1983.
3. Riflessioni sulla storia della parrocchia nella diocesi di Caltanissetta negli ultimi cento anni, in Aa.Vv., La parrocchia. Lezioni del passato e compiti del presente, Ed. del Seminario, Caltanissetta 1983.
4. La spiritualità del clero e la pietà del popolo a Caltanissetta tra le due guerre, in Aa.Vv., Chiesa e società a Caltanissetta all'indomani della seconda guerra mondiale, a cura di P. Borzomati, Ed. del Seminario, Caltanissetta 1984.
5. Dizionario biografico del movimento cattolico nisseno, Centro Studi Cammarata - Ed. del Seminario, San Cataldo - Caltanissetta 1986.
6. Il movimento cattolico nell'area agrigentino-nissena (1870-1925), Centro Studi Cammarata, San Cataldo 1986.
7. L'ultimo ventennio come nodo storico [Don Felice Dierna], in «Argomenti» 10 (1988).
8. Momenti e figure della Chiesa nissena dell'Otto e Novecento, Centro Studi Cammarata - Ed. del Seminario, San Cataldo - Caltanissetta 1989.
9. Spiritualità dell'azione e cattolicesimo sociale. Saggi di storia della Chiesa in età contemporanea, Ed. Solidarietà, Caltanissetta 1989.
10. Chiesa e movimento cattolico a Caltanissetta nel Novecento, Lussografica, Caltanissetta 1989.
11. I cattolici nisseni alla ricerca del partito, in L'Aurora. Periodico del movimento cattolico nisseno, Sciascia, Caltanissetta-Roma 1990.
12. Modelli di spiritualità e associazionismo femminile a Caltanissetta nel Novecento, in Aa.Vv., Chiesa e società in Sicilia (1890-1920), Galatea Ed., Acireale 1990.
13. La Chiesa di Caltanissetta tra le due guerre, Sciascia, Caltanissetta-Roma 1991, 3 volumi.
14. La spiritualità di Eustachio Montemurro, in Aa.Vv., Eustachio Montemurro. Un protagonista del Mezzogiorno tra poveri ed emarginati, S.E.I., Torino 1994.
15. Per una storia della spiritualità in Sicilia in età contemporanea, in aa.Vv., La Chiesa di Sicilia dal Vaticano I al Vaticano II, I vol., Sciascia, Caltanissetta-Roma 1994.
16. Mario Sturzo, le Chiese di Sicilia e il mondo moderno, in Aa.Vv., Mario Sturzo. Un vescovo a confronto con la modernità, a cura di C. Naro, Sciascia, Caltanissetta-Roma 1994.
17. Tre preti «sociali», in Aa.Vv., Preti sociali e pastori d'anime, a cura di C. Naro, Sciascia, Caltanissetta-Roma 1994 (e in Aa.Vv., La Rerum Novarum e il movimento cattolico italiano, Morcelliana, Brescia 1995).
18. Cattolici e politica tra le due guerre in Sicilia. La riflessione di Pietro Mignosi sul fascismo, in Aa.Vv., Cristianesimo e democrazia nel pensiero dei cattolici siciliani del Novecento, a cura di C. Naro, Centro Siciliano Sturzo, Palermo 1994.
19. Preti sociali in Sicilia tra Otto e Novecento, in «Notiziario», n. 13 del 1994.
20. L'area siciliana, in Aa.Vv., La Rerum Novarum e il movimento cattolico italiano, Morcelliana, Brescia 1995.
21. L'Azione Cattolica a Caltanissetta (1923-1969). Linee di storia e documenti, Centro Studi Cammarata - Ed. del Seminario, San Cataldo - Caltanissetta 1995.
22. Singolarità e rappresentatività di p. Gioacchino La Lomia nella Chiesa siciliana dell'Ottocento, in Aa.Vv. Gioacchino La Lomia, a cura di C. Naro, Sciascia, Caltanissetta-Roma 1995.
23. La spiritualità di don Giuseppe Baldo, in Aa.Vv., Don Giuseppe Baldo e il suo tempo, Morcelliana, Brescia 1996.
24. Fisionomia spirituale di Angelico Lipani, in Aa.Vv., Angelico Lipani, a cura di C. Naro, Sciascia, Caltanissetta-Roma 1996.
25. La spiritualità di don Antonio Palladino, in Aa.Vv., Don Antonio Palladino. Un parroco di Cerignola, S.E.I., Torino 1997.
26. L'introduzione della Compagnia di sant'Orsola in Sicilia, in «Notiziario», n. 25 del 1997.
27. Marianna Amico Roxas e le Chiese di Sicilia, in «Notiziario», n. 26 del 1997.
28. La recezione della Rerum Novarum in Sicilia e l'avvio del movimento cattolico isolano, in Aa.Vv., «Rerum Novarum». Ècriture, contenu et rèception d'une Encyclique, Ècole Française de Rome, Rome 1997.
29. Biagio Garzia, prete di San Cataldo, primo redentorista di Sicilia, in «Notiziario», n. 28 del 1988.
30. Modelli del ministero presbiterale in Sicilia dall'unificazione nazionale alla seconda guerra mondiale, in Aa.Vv., In charitate pax. Studi in onore del card. Salvatore De Giorgi, a cura di F. Armetta e M. Naro, Facoltà Teologica di Sicilia, Palermo 1999.
31. L'articolo dimenticato. Un documento nisseno del dibattito sulla parità scolastica, in Aa.Vv., Amicitiae causae. Scritti in onore del vescovo A.M. Garsia, a cura di M. Naro, Centro Studi Cammarata, San Cataldo 1999.
32. Chiesa e mondo rurale nel Nisseno. Radici storiche e prospettive attuali, in «Notiziario», n. 40 del 2000.
33. Mondo dello zolfo e Chiesa: un rapporto da studiare, in «Notiziario», n. 40 del 2000.
34. Ruffini e gli altri vescovi di Pio XII, in «Notiziario», n. 40 del 2000.
35. Il progetto spirituale di Bartolo Longo, in Aa.Vv., Bartolo Longo alle soglie del duemila, I, Pontificio Santuario, Pompei 2001.
36. Clero e nazione italiana, in «Notiziario», n. 45 del 2001.
37. Miniere, religiosità e tradizione cattolica, in «Notiziario», n. 45 del 2001.
38. Santità e politica: un binomio possibile?, in «Notiziario», n. 46 del 2001.
39. Un nuovo libro su Nunzio Russo, in «Notiziario», n. 47 del 2001.
40. Una figura “minore” del movimento cattolico siciliano, in «Notiziario», n. 47 del 2001.
41. Preti nella transizione, in «Notiziario», n. 48 del 2001.
42. Una nuova biografia di Angelico Lipani, in «Notiziario», n. 49 del 2001.
43. Luigi Sturzo e gli altri preti sindaci in Sicilia nei primi decenni del Novecento, in «Ho Theológos», 20 (2002) n. 1.
44. La via dell'ubbidienza. Fisionomia spirituale di Giovanni Rizzo, in Aa.Vv., Società, Chiesa e ricerca storica. Studi in onore di Pietro Borzomati, a cura di M. Naro, Sciascia, Caltanissetta-Roma 2002.
45. Le Missionarie del Vangelo e gli altri istituti secolari in Sicilia, in Aa.Vv., Il Vangelo per tutti. L'Istituto Secolare Missionarie del Vangelo, a cura di C. Naro, Sciascia, Caltanissetta-Roma 2003.
46. Le trasformazioni della religione popolare, in Aa.Vv., L'Italia repubblicana nella crisi degli anni settanta. II: Culture, nuovi soggetti, identità, a cura di F. Lussana e G. Marramao, Rubbettino, Soveria Mannelli 2003.
47. Scrivere di storia locale oggi, in «Notiziario», n. 58 del 2004.
48. La lezione di Pina Suriano. Cinque interventi in occasione della sua beatificazione, Arcidiocesi di Monreale, Monreale 2004.
49. Montale e la banda di Malvolio, in Aa.Vv., Tra chiaro e oscuro. Domande radicali nella letteratura italiana del Novecento, a cura di M. Naro, Sciascia Ed., Caltanissetta-Roma 2008.
50. Concittadini di Dio. Tracce di omelie nelle domeniche e nelle feste dell'Anno A, Centro Studi Cammarata 1992.
51. Saggio in C. C. Canta e altri, Abitare il dialogo: società e culture dell'amicizia nel Mediterraneo, FrancoAngeli 2007.
52. Articolo sulla Facòltà Teologica di Sicilia in Aa.vv., Le Scuole di teologia in Italia, fascicolo monografico della rivista Communio (anno 1995).
53. Saggio in Aa.vv., Presbiteri e laici in Josemaria Escrivà, Il Pozzo di Giacobbe 2003.
54. Saggio in Aa.vv., Teatro del dolore e dell'amore. La vicenda spirituale di Carmela Prestigiacomo, Il Pozzo di Giacobbe 2005.

## Genealogia episcopale
La genealogia episcopale è:
- Cardinale Scipione Rebiba
- Cardinale Giulio Antonio Santori
- Cardinale Girolamo Bernerio O.P.
- Arcivescovo Galeazzo Sanvitale
- Cardinale Ludovico Ludovisi
- Cardinale Luigi Caetani
- Cardinale Ulderico Carpegna
- Cardinale Paluzzo Paluzzi Altieri degli Albertoni
- Papa Benedetto XIII
- Papa Benedetto XIV
- Cardinale Enrico Enriquez
- Arcivescovo Manuel Quintano Bonifaz
- Cardinale Buenaventura Córdoba Espinosa de la Cerda
- Cardinale Giuseppe Maria Doria Pamphilj
- Papa Pio VIII
- Papa Pio IX
- Cardinale Gustav Adolf von Hohenlohe-Schillingsfürst
- Arcivescovo Salvatore Magnasco
- Cardinale Gaetano Alimonda
- Cardinale Agostino Richelmy
- Arcivescovo Angelo Bartolomasi
- Arcivescovo Ferdinando Bernardi
- Arcivescovo Francesco Minerva
- Cardinale Salvatore De Giorgi
- Arcivescovo Cataldo Naro